# Kahlenberg
El Kahlenberg (en español: Monte Pelado) al este de Ringsheim en el distrito de Ortenau en Baden-Wurtemberg, Alemania, tiene una altura de 391 m.

## Geografía
Está ubicado a unos 30
km al norte de Friburgo en la llanura del Rin Superior.

## Enlaces
- Atlas de Minerales: Mina Kahlenberg